# Melaenornis pallidus
El papamoscas pálido (Melaenornis pallidus) es una especie de ave paseriforme de la familia Muscicapidae endémica del África subsahariana.

## Distribución y hábitat
Sus hábitats naturales son los bosques tropicales, las sabanas arboladas y las zonas de matorral. Se extiende por la mayor parte del África subsahariana, estando ausente únicamente de las zonas de selva más densa y las zonas áridas del extremo austral y del cuerno de África.